# Антиох III Велики
Антиох III Велики (грч. Ἀντίоχоς Μέγας; око 241 − 187. п. н. е.) је био шести по реду владар Селеукидског царства, који је владао од 222. п. н. е. до 187. п. н. е. Дошавши као младић на пријесто након смрти свог старијег брата Селеука III, показао је велике амбиције, а с временом и способност због чега се сматра највећим селеукидским владаром након самог оснивача Царства Селеука I. Неуспјели покушај да на почетку владавине од Египта преотме Сирију је слиједио низ похода у коме је учврстио уздрмани ауторитет краљевина, проширио границе и вратио велике дијелове територија изгубљених од стране његових претходника. Селеукову серију успјеха је прекинуо Римско-сиријски рат у коме је поражен од Римске републике.

## Антиохови почеци
Селеук III је убијен 223. док је Антиох био у Месопотамији. Молон и његов брат Александар у Медији су се побунили против првог министра Хермија који је имао утицај на, још увек младог, Антиоха. Молон се проглашава за краља, а Хермије спречава Антиоха да крене у поход. Након што Антиох добије сина Хермије настоји да га ипак пошаље у поход (како би Антиоховом смрћу Хермије могао да се наметне као намесник малолетног Антиоховог сина). Молон је освојио Селеукију (на Тигру) и продро у Месопотамију. Антиох је послао војску на челу са генералом али пошто то није уродило плодом и сам убрзо креће на Молоха. Након тога Антиох налаже убиство Хермија што му значајно диже популарност. Ахај, краљев рођак, се за то време проглашава за краља и креће на Сирију где је војска спречила његово напредовање. Антиох не чини ништа против свог рођака и краљевство је подељено (220—213).

## Походи Антиоха III

### IV Сиријски рат
Након смиривања немира у земљи Антиох креће на Селеукију (на Оронту) која је у рукама Птолемејида још од 246. године п. н. е. Град је капитулирао, а стратег доње Сирије прелази на Антиохову страну. У Египту Сосибије и Агатокле, намесници Птолемеја IV владају земљом. Како се Антиох приближио Египту, ова двојица руше насипе и плаве Пелузију како би добили додатно време за мобилизацију војске. Тако долази до прве мобилизације домородаца у војсци Птолемеида. Птолемеј сам преузима војску и у сукобу код Рафије (217) побеђује Антиоха који се потом повлачи до Антиохије, а за то је време Птолемеј осваја Коиле Сирију након чега долази до мира. Птолемеј узима назив Сотер и Никефорос („Победник”). Учешће домородаца Египта у војсци је подигло њихову самосвест. Јављају се нереди и сепаратистички покрети у Горњем Египту. Горњим Египтом 206—185 владају 2 нубијска краља. Блага Нубије и Сомалије нису више долазила, а Картагина пада у другом пунском рату и тако још један трговински партнер Птолемеида нестаје (показатељ слабљена земље јесте прелазак са сребрног на бронзани новац). Птолемеј IV узима титулу фараона (са двоструком круном) чиме је почела убрзана египтизација грчког становништва.

### Источни походи
Антиох води рат са Ахајем (216—213) који се утврдио око Сарда и напослетку успева да га победи. После тога ратује по сатрапијама у Ирану (до 205). Прво је упао у Јерменију у којој краљ Ксеркс већ дуже време не плаћа данак царству (иако је у обавези). Антиох га је натерао да га призна за владара, плати заостали данак те да се ожени његовом сестром Антиохидом. Потом Антиох наставља ка Парћанима и Бактрији, скупља војску у Екбатани и издржава је узимајући новац из храма. Он 209. продире у Партију након чега му Арсак II постаје савезник. Потом 208. упада у Бактрију и сукобљава се са краљем Еутидемом на реци Арији где односи победу. Након двогодишње опсаде престонице Еутидем склапа мир са Антиохом, постају савезници (Антиох добија слонове и војску) и Еутидемов син Деметрије добија Антиохову ћерку за жену. Антиох прелази Хиндукуш и одлази у Индију, против краља Софагасена који се одмах предаје и склапа пријатељство (даје Антиоху и војску и слонове). Из Индије, Антиох се враћа преко Ирана где покорава локалне земље.

### Завршни походи
Антиох је себи додао титулу „велики краљ” коју није употребљавао (нема је на новцу). Грци су га звали Антиох Велики јер је организовао вазале (стабилизовао земљу) и обновио финансије. Умешао се и у односе између Македоније и Египта. Склопио је тајни договор са Филипом V о подели птолемејских поседа (203/2). Селеукидима је, према том договору, припао Кипар, киликијски и ликијски поседи и јужна Сирија док су Македонији припали: Киклади и трачка обала.

## Последње године и смрт
Антиох је у завршним годинама своје властио водио и четворогодишњи рат са Римском Републиком. Његов план за парчање државе Птолемеида постао је неостварив због великог притиска Римљана на Филипа V и Македонију. Антиох III Велики, шести владар селеукидске монархије, умро је у неким походима на истоку 187. године п. н. е.

## Породично стабло
|  |                      |  |  |  |  |  |  |  |  |  |  |  |  |  |  |  |
|  | 2. Селеук II Калиник |  |  |  |  |  |  |  |  |  |  |  |  |  |  |  |
|  |                      |  |  |  |  |  |  |  |  |  |  |  |  |  |  |  |
|  |                      |  |  |  |  |  |  |  |  |  |  |  |  |  |  |  |
|  | 1. Антиох III Велики |  |  |  |  |  |  |  |  |  |  |  |  |  |  |  |
|  |                      |  |  |  |  |  |  |  |  |  |  |  |  |  |  |  |
|  |                      |  |  |  |  |  |  |  |  |  |  |  |  |  |  |  |
|  | 3. Лаодика II        |  |  |  |  |  |  |  |  |  |  |  |  |  |  |  |
|  |                      |  |  |  |  |  |  |  |  |  |  |  |  |  |  |  |
|  |                      |  |  |  |  |  |  |  |  |  |  |  |  |  |  |  |